# خوبه! همه چیز خوبه.
خوبه! همه چیز خوبه. (انگلیسی: It Is Fine! Everything Is Fine.) یک فیلم مستقل درام آمریکایی است که در سال ۲۰۰۷ منتشر شد.
فیلم دربارهٔ شخصی است که از عارضهٔ فلج مغزی رنج می‌برد.